# アレクサンドル・ドミトリエフ
アレクサンドル・セルゲーエヴィチ・ドミトリエフ（ロシア語: Алекса́ндр Серге́евич Дми́триев、ラテン文字転写例: 英語: Alexander Dmitriev, 1935年1月19日 - ）は、ロシアの指揮者である。

## 略歴
レニングラードに生まれる。親はレニングラード・フィルハーモニー交響楽団のメンバーであった。はじめ合唱指揮者を志してレニングラード音楽院に進むが、その後オーケストラ指揮者に志望を変更、ニコライ・ラビノヴィチに師事する。1961年にカレリア放送交響楽団（現カレリア共和国フィルハーモニック・ソサエティ交響楽団）の指揮者としてデビュー。1966年の第2回ソ連指揮者コンクールで優勝し、1968年から1969年までウィーン音楽大学に留学。ハンス・スワロフスキー、カール・エスターライヒャーに学ぶ。1970年にレニングラード・フィルハーモニー交響楽団の副指揮者に就任し、ムラヴィンスキーの下で研鑚を積む。その後1971年にはレニングラード国立歌劇場管弦楽団（旧マールイ劇場のオーケストラ）の首席指揮者となり、ベルリン国立歌劇場の常任客演指揮者も経験、1977年にレニングラード交響楽団（現サンクトペテルブルク交響楽団）の芸術監督兼常任指揮者に就任し現在に至る。また1990年から1998年までノルウェーのスタヴァンゲル交響楽団の首席指揮者をつとめた。1992年までサンクトペテルブルク音楽院で教鞭を取り、2005年にはプーチン大統領から文化功労勲章を授与されている。